# پارک مینیاتور

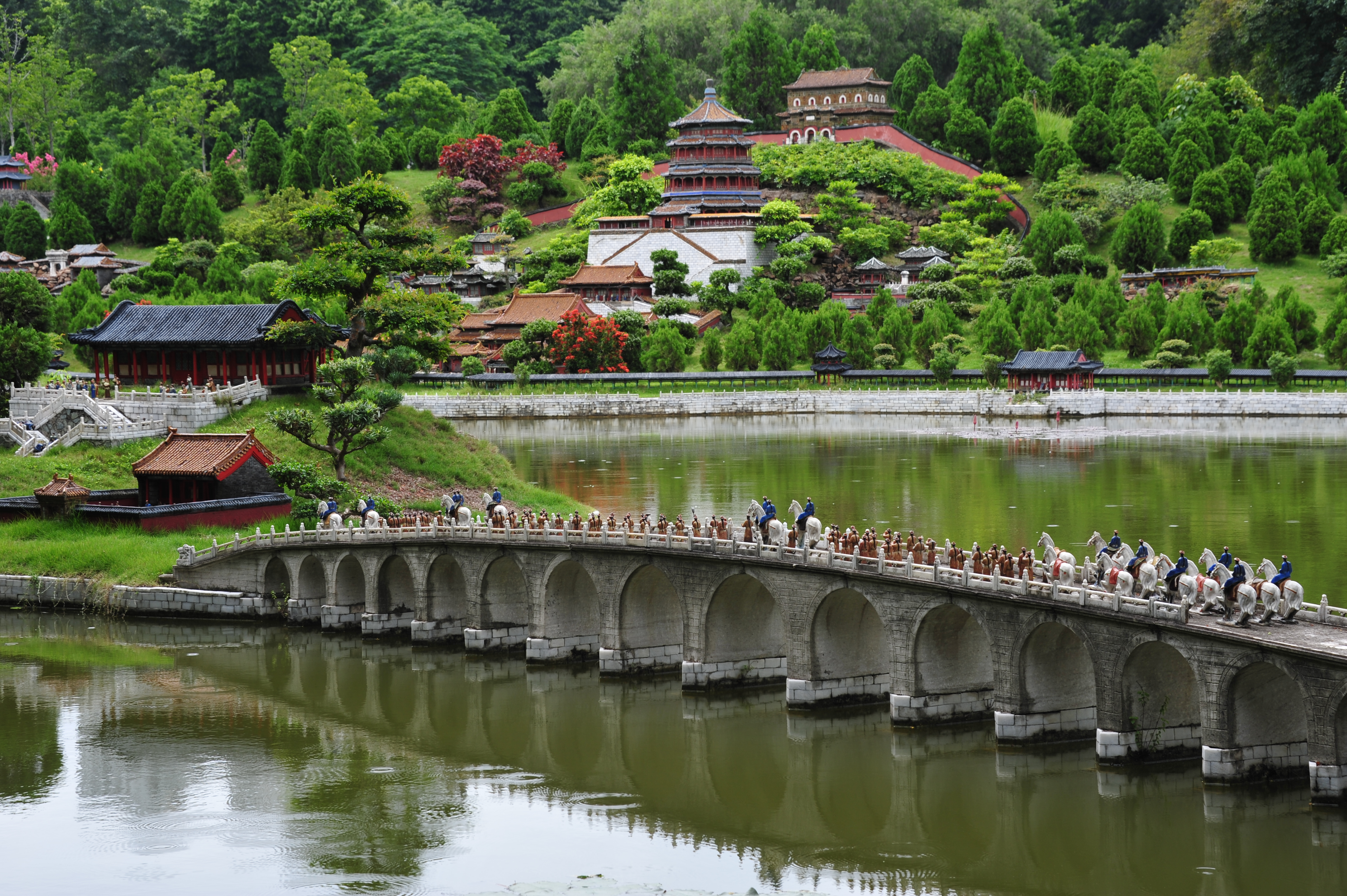
پارک مینیاتوری کاخ تابستانی در اسپلندد چینا (چین باشکوه)، شنژن، چین

پارک مینیاتور (به انگلیسی: Miniature park)، فضای بازی‌است که ساختمان‌ها و مدل‌های کوچک را معمولاً برای تماشای عمومی به نمایش گذاشته‌است. یک پارک مینیاتوری ممکن‌است مدلِ تنها یک شهر یا شهرک را داشته‌باشد که اغلب به عنوان یک مینی شهر (شهر کوچک) یا روستای مدل نامیده می‌شود یا می‌تواند دربرگیرندهٔ تعدادی از مدل‌های مختلف باشد. این‌گونه پارک‌ها به عنوان جاذبه‌های گردشگری، تفریحی و سرگرمی با امکانِ داشتن ریشه‌هایی در باغ‌های مینیاتوری ژاپن توسعه یافته‌اند.
بیشتر نمونه‌های پارک‌های مینیاتور در فضاهای باز طراحی شده‌اند، اما در سال‌های اخیر این تعریف در زمینه‌های مدل مینیاتوری گسترده در داخل (زیر سقف) هم گسترش یافته‌است.

## پیشینه
شواهدی در دست‌است که نشان می‌دهد از قرن نوزدهم، مدل‌هایی از روستاهای خصوصی و پارک‌های مینیاتوری وجود داشته، اما تنها در دهه‌های ۱۹۳۰ و ۱۹۵۰ این سبک به جاذبه‌های گردشگری تبدیل شده‌است. مثال‌های این‌گونه جاهای قدیمی در انگلستان و نیز در لاهه موجوداست.

## دگرگونی‌های یک زمینه
اکثر روستاهای مدل و پارک‌ها با یک نمونک همگون و سازگار ساخته‌شده‌اند؛ متغیر از ۱:۷۶ همان‌گونه که توسط موزه پندون لندن به طرز پیچیده و دقیقی در انگلستان استفاده‌شده، تا مقیاس ۱: ۹ مدل‌شهر ویمبورن.
کشورهای قاره‌های اروپا آسیا تمایل دارند که نمونک ۱:۲۵ را مورد تشویق و استفاده قرار دهند، در حالی که نمونک‌های آمریکای شمالی و بریتانیا بر اساس ۱:۱۲ و دیگر نمونه‌های آنست.